# TV SLO 2
TV SLO 2 ali TV Slovenija 2 je drugi televizijski kanal RTV Slovenije. Na kanalu se predvajajo bolj specializirane oddaje, ki so namenjene ožji publiki, sitkomi ter široka paleta športnih oddaj v živo.

## Logotipi
- Logotip 1992-1997
- Logotip 1997-2000
- Logotip 2000-2007
- Logotip 2007-2012
- Logotip 2007-2012 (HD)
- Trenutni logotip